# Castara
Castara es una localidad de Trinidad y Tobago, que forma parte de la parroquia de St. David.

## Geografía
La localidad abarca parte de la isla de Tobago y limita al norte con el mar Caribe, al sur con Easterfield (localidad perteneciente a la parroquia de St. George), al este con Parlatuvier (localidad perteneciente a la parroquia de  St. John) y Pembroke y Goodwood (ambas localidades pertenecientes a la parroquia de St. Mary) y al oeste con Moriah.

## Demografía
Datos demográficos de la localidad de Castara:
| Gráfica de evolución demográfica de Castara entre 2000 y 2011 |
|                                                               |